# 正興城灣盃
正興城灣盃，全名臺灣綜合大學正興城灣盃。是臺灣綜合大學系統的校際體育運動競賽，由臺綜大系統4校每年輪流舉辦，類似「梅竹賽」。
受嚴重特殊傳染性肺炎疫情影響，原定於2020年舉辦之第十五屆盃賽因延後至2021年舉辦，後因疫情因素取消。原定於2022年舉辦之第十六屆盃賽亦延後至2023年舉辦。
至第十七屆為止，歷屆總錦標（總冠軍）共計：成功大學13次，中興大學2次，中山大學1次。

## 背景
原名的「城」代表國立成功大學，取自與成大諧音的臺南府城。「灣」代表國立中山大學，取自其校址西子灣風景區。原先創立時以西元紀年規劃，偶數年由成大主辦；奇數年由中山主辦。
國立中興大學自第三屆參賽並由第五屆首次主辦。國立中正大學自第六屆並由第七屆首次主辦。

## 沿革
- 2006年：國立成功大學、國立中山大學2校舉辦「城灣盃」校際競賽。[1]
- 2008年：成大、中山與國立中興大學共組「臺灣T3大學聯盟」，興大參賽。
- 2009年：第四屆城灣盃更名「興城灣盃」。
- 2010年：原3校與國立中正大學共組「臺灣T4大學聯盟」，同年興大首次主辦。
- 2011年：中正參賽，興城灣盃更名「正興城灣盃」。
- 2012年：中正首次主辦。

### 歷屆主辦單位／總錦標
城灣盃
- 第一屆（2006年）：成大／成大
- 第二屆（2007年）：中山／中山
- 第三屆（2008年）：成大／成大

興城灣盃
- 第四屆（2009年）：中山／成大
- 第五屆（2010年）：中興／成大

正興城灣盃
- 第六屆（2011年）：成大／成大
- 第七屆（2012年）：中正／成大
- 第八屆（2013年）：中山／成大
- 第九屆（2014年）：中興／中興
- 第十屆（2015年）：成大／成大
- 第十一屆（2016年）：中正／成大
- 第十二屆（2017年）：中山／成大
- 第十三屆（2018年）：中興／中興
- 第十四屆（2019年）：成大／成大
- 第十五屆（2020、2021年）：中正／不適用（停辦）
- 第十六屆（2022、2023年）：中山／成大
- 第十七屆（2023、2024年）：中興／成大

## 學生競賽項目
- 女子排球
- 男子排球
- 男子籃球
- 女子籃球
- 學生桌球
- 學生羽球
- 學生網球
- 田徑
- 棒球
- 足球
- 橋牌
- 圍棋
- 射箭
- 劍道
- 國際標準舞
- 獨木舟
- 辯論

## 教職員競賽項目
- 桌球
- 羽球
- 網球
- 橋牌

## 類似競賽
- 北臺灣：北臺灣七大學聯合路跑賽
- 中臺灣：梅竹賽
- 日本：全国七大学综合体育大会

## 註腳
1. 1 2   (PDF). 國立成功大學秘書處. 2006-04-19  [2022-08-17]. （原始内容存档 (PDF)于2022-08-16）.
2. 1 2 3  . 國立成功大學. 2019-05-18  [2022-08-16]. （原始内容存档于2022-08-16） （中文（臺灣））.
3. ↑  盼媲美梅竹賽 成大、中山「城灣盃」登場 Archive.today的存檔，存档日期2012-07-13

## 外部連結
- 歷屆正興城灣盃
- 國立中興大學學生事務處介紹正興城灣盃 （页面存档备份，存于）